# Medalla por el Oder, Neisse y el Báltico
La Medalla por el Oder, Neisse y el Báltico (en polaco: Medal za Odrę, Nysę, Bałtyk) es una medalla conmemorativa de la República Popular de Polonia, establecida por resolución del Consejo de Ministros de Polonia del 26 de octubre de 1945 «para conmemorar las grandes victorias de los soldados polacos que lucharon por las nuevas fronteras en los ríos Óder y Neisse y en la costa báltica, reclamando para Polonia las antiguas tierras eslavas en el oeste y norte y recompensando a los participantes de estas luchas». En el decreto, la medalla se llamaba: Medalla de Odra, Nissa, Bałtyk, con el entonces nombre polaco del río Nysa Łużycka - Nissa.
En la Ley de 17 de febrero de 1960 de «Medallas y Órdenes se determina que este premio se otorga para aquellos que participaron en la batalla por las fronteras del Oder, Neisse y el Mar Báltico.

## Estatuto
La medalla se otorgaba por el ministro de Defensa Nacional en nombre del Consejo Estatal Nacional (Krajowa Rada Narodowa) aː
- Soldados que estuvieron en el período de marzo a abril de 1945 enrolados en el 1.er y 2.do Ejército polaco, 1.er Cuerpo Blindado, unidades aéreas durante sus batallas en el Oder, Nysa Łużycka y en la costa báltica de Gdansk a Szczecin y unidades que cooperaron en este período con el 1.er y 2.do Ejército del Ejército Polaco
- Personas que cooperaron en este período con el ejército polaco, que contribuyeron a las victorias en el Óder, Neisse y el mar Báltico con sus acciones
- Defensores de la costa polaca en septiembre de 1939

La medalla se lleva en el lado izquierdo del pecho y, en presencia de otras órdenes y medallas de Polonia, se coloca inmediatamente después de la Medalla por Varsovia 1939-1945. Si se usa en presencia de Órdenes o medallas de la actual República de Polonia, estas últimas tienen prioridad.
Cada medalla venía con un certificado de premio, este certificado se presentaba en forma de un pequeño folleto de cartón de 8 cm por 11 cm con el nombre del premio, los datos del destinatario y un sello oficial y una firma en el interior.

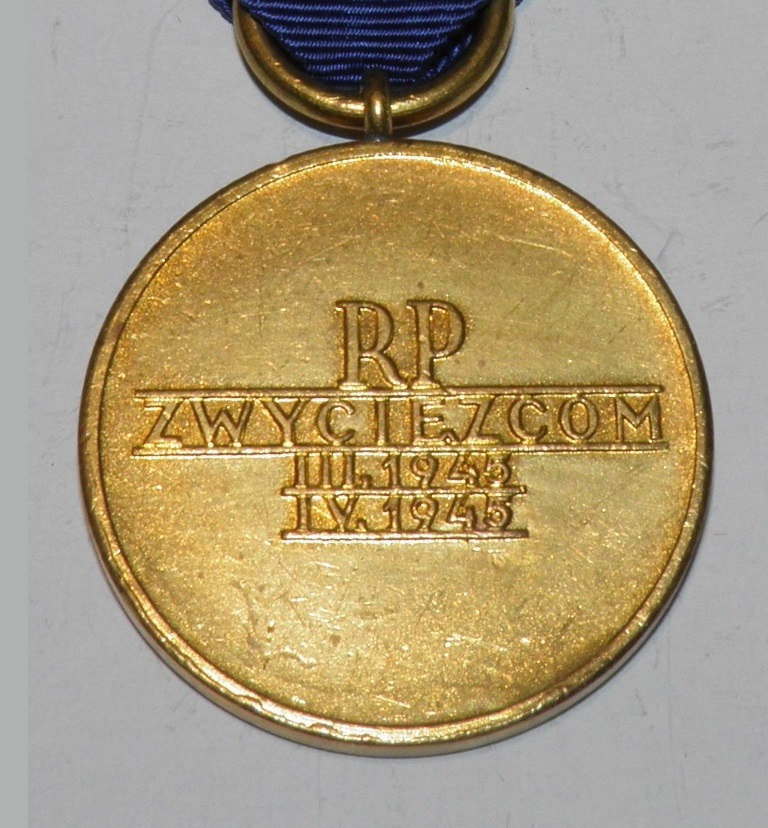
Reverso de la Medalla por el Oder, Neisse y el Báltico

El ministro de Defensa otorgó el derecho de conceder la medalla a los comandantes militares de las regiones, los comandantes de todas las divisiones de infantería y el comandante de la 1.ª División de Caballería. A partir de 1958, el derecho para conceder la medalla se otorgó al Consejo Estatal Nacional (Krajowa Rada Narodowa), después de 1989, al presidente de la República Popular de Polonia, y desde el 1 de enero de 1990 al presidente de la República de Polonia.
El 8 de mayo de 1999 se dio por finalizada la concesión de la Medalla de conformidad con el art. 2.1 de la Ley de 16 de octubre de 1992. Disposiciones que introducen la ley de órdenes y condecoraciones, derogan disposiciones sobre títulos honoríficos y modifican determinadas leyes.
Hasta 1987 se otorgaron 321.975 medallas. Posteriormente, se concedieron otras 479 medallas. En total, se entregaron unas 322.454 medallas.

## Descripción
La Medalla por el Oder, Neisse y el Báltico, es una medalla circular de bronce de 32 mm de diámetro, con un borde elevado por ambos lados.
En la parte superior del anverso de la medalla hay una imagen de un águila que sostiene en sus garras un pergamino que representa un mapa de Polonia, sus principales ríos y ciudades: Varsovia (W), Gdansk (G), Szczecin (S) y Wroclaw (W). El mapa está enmarcado con un borde estrecho. A lo largo de la circunferencia está acuñada la inscripción: «ZA ODRĘ - NYSĘ - BAŁTYK», «POR EL ÓDER - NEISSE - BÁLTICO». 
En el reverso de la medalla hay una inscripción en cuatro líneas «RP / ZWYCIĘZCOM / III.1945 / IV.1945»,«RP / VENCEDORES / III.1945 / IV.1945».  Las inscripciones están subrayadas con una línea estrecha.
En la parte superior de la medalla hay un ojal con un anillo, con el que se fija la medalla a la cinta. La cinta de la medalla es muaré de seda, azul oscuro, de 35 mm de ancho, con dos franjas azules longitudinales en los lados. El ancho de las franjas longitudinales es de 4 mm.